# Membrey
Membrey is een gemeente in het Franse departement Haute-Saône (regio Bourgogne-Franche-Comté). De gemeente telde 215 inwoners op 1 januari 2022. De plaats maakt deel uit van het arrondissement Vesoul.

## Geografie
De oppervlakte van Membrey bedroeg op 1 januari 2022 11,01 vierkante kilometer; de bevolkingsdichtheid was toen 19,5 inwoners per km². De gemeente ligt op de linkeroever van de Saône.
De onderstaande kaart toont de ligging van Membrey met de belangrijkste infrastructuur en aangrenzende gemeenten.

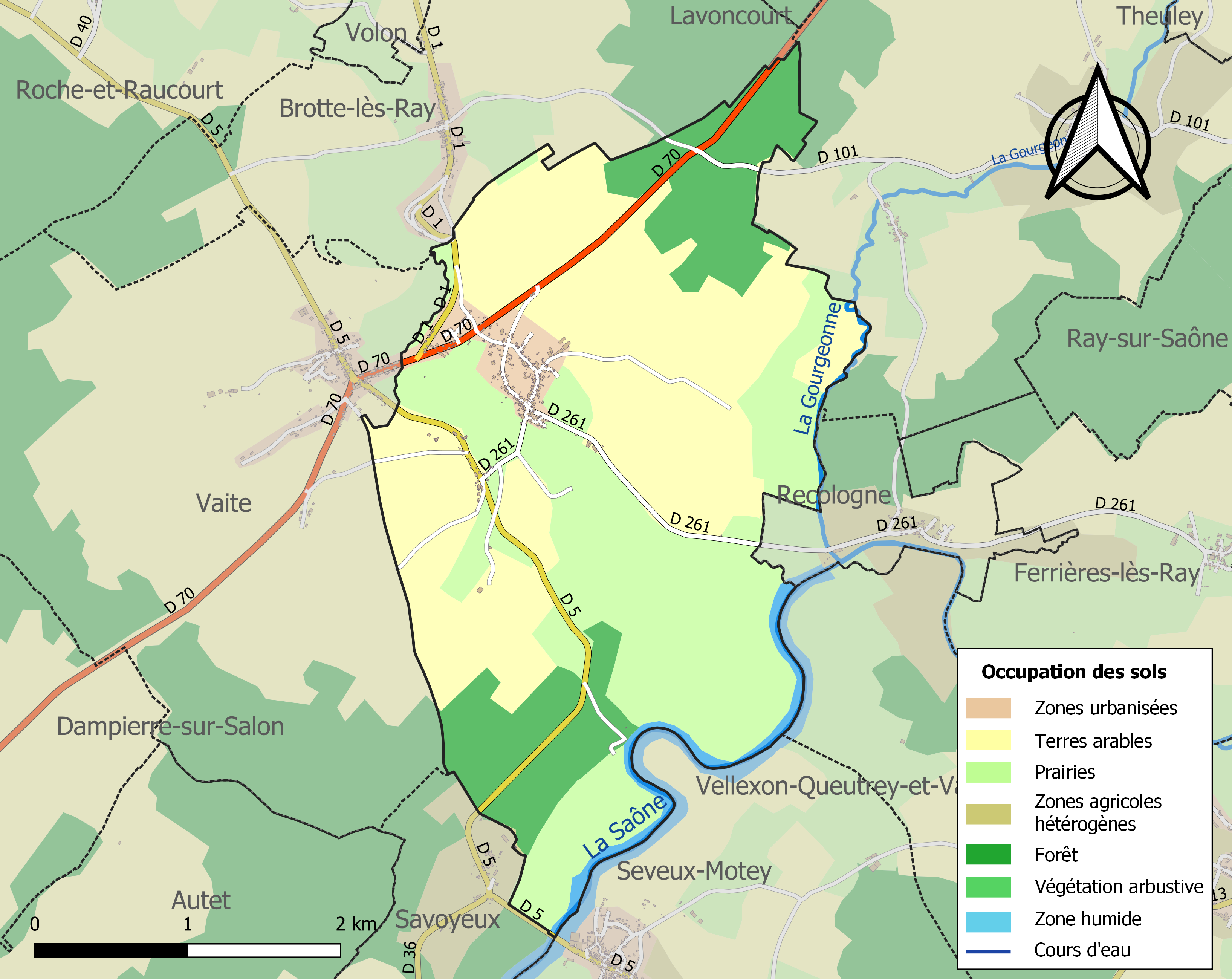

## Demografie
Onderstaande figuur toont het verloop van het inwonertal (bron: INSEE-tellingen).

## Romeinse ruïnes
De Romeinse weg tussen Vesontio (Besançon) en Andelatunum (Langres) liep door de gemeente.
In 1839 werden nabij de Saône tegenover het dorp Seveux de ruïnes van een groot gebouwencomplex uit de tweede eeuw ontdekt. De Gallo-Romeinse villa was 200 meter lang en 70 meter breed en bevatte mozaïeken. De ruïnes werden in 1846 beschermd als monument historique.